# Mezopotamska umetnost
Umetnost starodavne Mezopotamije sestavljajo umetniška dela, ki so nastala na področju Mezopotamije med letoma 3500. pr. n. št. in 330. pr. n. št. To so dela Sumercev, Akadcev, Babiloncev, Asircev in Perzijcev.

## Najstarejša civilizacija
Prve civilizacije so nastale na plodni ravnici v bližini velikih rek v Aziji in Afriki: Tigrisa in Evfrata v Mezopotamiji, Nila v Egiptu, Inda v Pakistanu in Rumene reke na Kitajskem. 
Najstarejše so Mezopotamske (grško: Medrečje). Nastala je med rekama Evfrat in Tigris (reka se omenja kot simbol življenja in razvoja) ter v anatolskih in iranskih gorah na severovzhodu, ob arabski puščavi na zahodu in Perzijskim zalivom na jugu. Mezopotamija je v obdobju od leta 4000 pr. n. št. do 1000 pr. n. št. dala pomembne civilizacije, v katerih so se menjavali razni narodi: Sumerci, Akadci, Asirci (na severu) in Babilonci (na jugu). Nahajališča teh kultur so v današnji Siriji in Iraku. Skupna značilnost narodov Mezopotamije je uporaba klinopisa, najstarejše pisave, ki so si jo oni tudi izmislili. Sumerci so prvi tvorci te visoko razvite kulture, Akadci okoli 3000 pr. n. št., za njimi Babilonci in Asirci pa nadaljujejo in razvijajo sumersko kulturo. Ne glede na to kateri narod vlada na tem območju, kultura ostaja skoraj nespremenjena – zato govorimo o enotni mezopotamski kulturi. V 6. st. pr. n. št. Perzijci, ki jih je vodil Kir Veliki, osvajajo Babilon in se nato na tem območju razvija perzijska umetnost, ki vpliva na umetnost tudi po letu 330 pr. n. št., ko jih osvaja Aleksander Veliki, vse do Islamske umetnosti.

## Mesta in arhitektura
Pojav zgodovine je vedno vezan na pojav pisave ali drugače, pojava pisave in menjave dobrin ne bi bilo brez nastanka prvih mest. Sumerci prvi ustvarijo sistem, ki ga lahko imenujemo mesto oziroma mestna država. Ta mesta so bila ograjena z obzidjem, imela so ulice in visok tempelj grajen kot citadela. Originalnost te arhitekture izhaja iz nezmožnosti izbire kvalitetnega materiala; kamna ni bilo, zato so uporabljali samo opeko od gline, modelirano in sušeno na soncu. Opeke so zlagali drugo na drugo tako da oblikovali masovne zidove brez odprtin. Prostore so osvetlili skozi odprtine na stropu, vhodna vrata so bila velika in edina odprtina, ki je prekinjala zid.
Vsaka od mestnih držav je imela svojega boga zaščitnika, in vsak bog vladarja, ki ga je zastopal na zemlji. Prva naloga vladarja je bila zgraditi mesto za vzdrževanje kulta, da bi bil bog zadovoljen in bi za zahvalo zagotavljal vse kar je potrebno za življenje tega področja. Sumerski bogovi so bili kombinacija živali in ljudi (npr. lamassu, levje telo = moč, človeška glava = modrost). Drugo skupino mitoloških bitij (mezopotamska mitologija) so sestavljali miti o junakih (najbolj znan je kralj Uruka nadčloveške moči – Gilgameš). Sumerci se niso brigali za posmrtno življenje in prav presenetljivo je število svetišč in bogato okrašenih grobnic v enem od najstarejših mest v Mezopotamiji – Uru.
Mezopotamski tempelj je v osnovi sestavljal pravokotnik, ki ima na ožji strani oltar in mizo za darove pred njim. Kasneje so temu edinemu prostoru dodali druge, ki so služili za stanovanje svečenikov ter dvorišča, ki so postala center celega kompleksa. Tempelj v obliki stolpa – zigurat (zikurat ali cikurat) je bil sestavljen od niza platojev ali teras zgrajenih stopničasto tako, da so se dimenzije navzgor manjšale, na vrhu pa se je nahajalo svetišče. Celoten kompleks je bil načrtovan tako, da je moral vernik z dna obhoditi čim več poti preden je prišel do svetišča. Sčasoma se je ta načrt izpopolnjeval, zigurati so postajali višji in ožji in vse bolj podobni večnadstropnemu stolpu. Najbolj znan Babilonski stolp ni ohranjen.
Sumerska, Akadska in Babilonska mesta iz opeke so zlahka osvajali bojni narodi Asircev. Namesto njih so nastajala mesta iz kamna (apnenca) in reprezentativna (in agresivna) kraljevska umetnost (Asurbanipalova palača v Ninivah). Končno Perzijsko Ahemenidsko cesarstvo leta 539 pr. n. št. osvaja novi Babilon in s tem se konča obdobje samovoljne civilizacije v Mezopotamiji in nastane centralizirana država kraljev Kira, Dareja in Kserksesa. Najbolj znano mesto je bila prestolnica Perzepolis, ki je bil kamnit kompleks pravokotne osnove s številnimi sobama in stebrišči, naprednimi stebri s kapiteli, pilastri in portali.

## Kip
Umetniško ustvarjanje v Mezopotamiji se je razvijalo, da bi služilo vladarjem, sam umetnik ali obrtnik je bil anonimen. Tempelj, kip, pečat so se vedno razlikovali od vsega kar so ustvarili drugi prostorsko ali časovno bližnji narodi, kot so bili Egipčani ali Grki.
V Mezopotamskem kiparstvu se najbolj odraža značilnost te umetnosti. Tematika kiparstva so prvenstveno bogovi, vladarji in visoki dostojanstveniki. Človeški lik je vedno prikazan v dveh položajih: oseba sedi na prestolu s sklenjenimi rokami na prsih v molitvi ali oseba stoji s sklenjenimi ali stegnjenimi rokami ob bokih. Vsak od kipov spoštuje zakone simetrije, frontalnosti in geometrije. Absolutna simetrija je taka, da je ljudska figura idealno prepolovljena z vertikalno linijo od sredine čela do nog tako, da vsak del telesa na eni strani linije popolnoma ustreza drugemu simetričnemu delu.
Po zakonu geometrije je bila vsaka ljudska figura nameščena znotraj neke sheme osporava stvarne oblike. Ta shema je vedno v obliki valja, stožca ali trapeza. To obenem pojasnjuje zakaj roke kipov ostajajo npr. tesno ob telesu ker so edino te lahko umestile v idealno shemo, ki je bila tako pomembna. Glava je bila vedno izrazita, bolj obdelana glede na telo, na obrazu so poudarjene oči, sumerski kipi so običajno plešasti, od asirskih obdobij pa so lasje redno razdeljeni s prečo na sredini in pogosto spojeni z mogočno brado.

## Relief
Eden od načinov izražanja, ki je bil v Mezopotamiji posebno razvit, je monumentalni relief. To je relief v kamnu na katerem je vedno prikazana velika scena, ki služi kot svojevrsten spomin na politične, vojne ali verske dogodke. To so ploščati reliefi ikonografske (vertikalne) perspektive. Vsako telo zadrži svojo velikost ne glede na to kako blizu ali kako daleč je, velikost lika variira samo glede na njegovo družbeni pomembnost (hierarhija). Tako je bog večji od kralja, kralj od podanika, ti pa večji od sovražnikov. Namen umetnika je vsak del telesa prikazati čim bolj jasno, zato se obraz vedno pojavlja v profilu, ramena frontalno, boki na pol, noge in roke b profilu. Na ta način vsak del telesa dobi največjo jasnost. Vse te značilnosti so uporabljene tudi v Egipčanski umetnosti.
Obstaja 5 vrst mezopotamskega reliefa, ki jih delimo po mestu kjer so se nahajali in temah, ki jih prikazujejo:
1. Relief na plošči (Sumerski, kasneje tudi drugih narodov) ima obvezno odprtino na plošči, da bi se lažje postavil na steno. Plošče z odprtino imajo religiozni namen, ker v glavnem prikazujejo izvajanje verskih obredov.
2. Stela je plošča postavljena vertikalno, pogosto v funkciji nagrobnega spomenika, vedno pa okrašena z reliefom, ki opisuje nek dogodek,  najpogosteje samo eno ključno glavno sceno. Najboljši primer je Naram-Sinova Zmagovita stela iz leta 2300 pr. n. št. na kateri Naram-Sin slavi zmago nad sovražnikom. To je običajna kamnita plošča, relativno lahka, ki predstavlja kralja kot največji lik kako se vzpenja na goro in hodi po sovražnikih, podaniki pa mu sledijo. Najbolj znana je Hamurabijeva stela, ki na vrhu prikazuje Babilonskega kralja Hamurabija na prestolu in podanika ki mu je pod nogami, po celi steli pa je s klinopisom vpisan prvi znan zakonik na svetu (Hamurabijev zakonik).
3. Zidni reliefi (Akadski, kasneje tudi drugih narodov) so vrhunec reliefov, ki so se razvili ko je bila cesarska (Asirska) oblast najmočnejša. Na zidovih palač so bile notranje stene obložene z nizom kamnitih plošč na katerih so s plitvim reliefom prikazani podvigi vladarja, posebej vojaški in lov. Vsi ti reliefi imajo dokumentarni značaj, kar pisni viri potrjujejo, da so se prikazani dogodki res zgodili. Na reliefih so razporejeni tudi napisi, ki jih komentirajo. Najlepši prizori se nahajajo na zidovih Asurbanipalovega dvorca v Ninivah iz 7 st. pr. n. št. Dogodki na reliefih so nanizani postopno in ilustrirajo del napisane zgodovine. Karakterizacija likov je dosežena z določenim tipom frizure, posebno obleko ali določenim položajem, tako je vladar vedno na prestolu ali v bojnem vozu.
4. Reliefi na glazirani opeki (Babilonski, kasneje tudi drugih narodov) so dekorativni reliefi, ki se razvijajo v novem Babilonu in so z njimi okraševali vhode in glavne ulice. Pokrivanje zgradb z emajlirano opeko bi morala jamčiti večnost Babilonskih gradenj. Najlepši primer je na triumfalnem vhodu boginje Ištar (Ištarina vrata). Zidovi vhoda so iz opeke, emajlirani relief z liki živali (lavi, biki, zmaji) pa so enakomerno razporejeni.
5. Relief na skali (Asirski in kasneje perzijski) običajno slavi zgodovinske dogodke.
- Krilato božanstvo Lamassu, zidni relief z vrat palače Sargona II. v Dur-Šarukinu v Asiriji (danes Khorsabad v Iraku), okoli 713-716 pr. n. št.
- Relief na plošči sumerskega kralja Ur-Nanma iz Lagaša, okoli 2550 pr. n. št., Louvre, Pariz
- Vrh Hamurabijeve stele z najstarejšim zakonikom
- Asurbanipal na lovu, zidni relief iz palače v Ninivah